# Histoire des universités lorraines
L’histoire des universités lorraines débute en 1558 à Verdun, puis avec la création d'une université à Pont-à-Mousson en 1572, transférée à Nancy en 1768. En 1968, la loi Faure crée l'université Nancy-I, l'université Nancy-II et l'Institut national polytechnique de Lorraine. L'université Paul-Verlaine de Metz est quant à elle créée en 1971.
En 2012, les 3 universités de Nancy et celle de Metz sont fusionnées pour créer l'actuelle université de Lorraine.

## Sous l'ancien régime: l'université de Pont-à-Mousson

### Une ébauche à Verdun en 1558
Nicolas Psaume, évêque de Verdun et participant au concile de Trente, crée à Verdun en 1558 l'« Orphanotrophe », ainsi nommé parce que 24 places y sont réservées à des orphelins. Certains la présentent comme une université, d'autres comme une « université en miniature », certains posant directement la question de l'appellation à lui donner. Le projet est ambitieux, on y enseigne la théologie, la philosophie, les belles-lettres, le droit, la médecine.
Mais l'expérience tourne court : faute de ressources, l'enseignement s'interrompt dès 1564. Elle est relayée en 1570 par la création, toujours à Verdun, d’un collège ouvert à tous.

### 1572: une université à Pont-à-Mousson

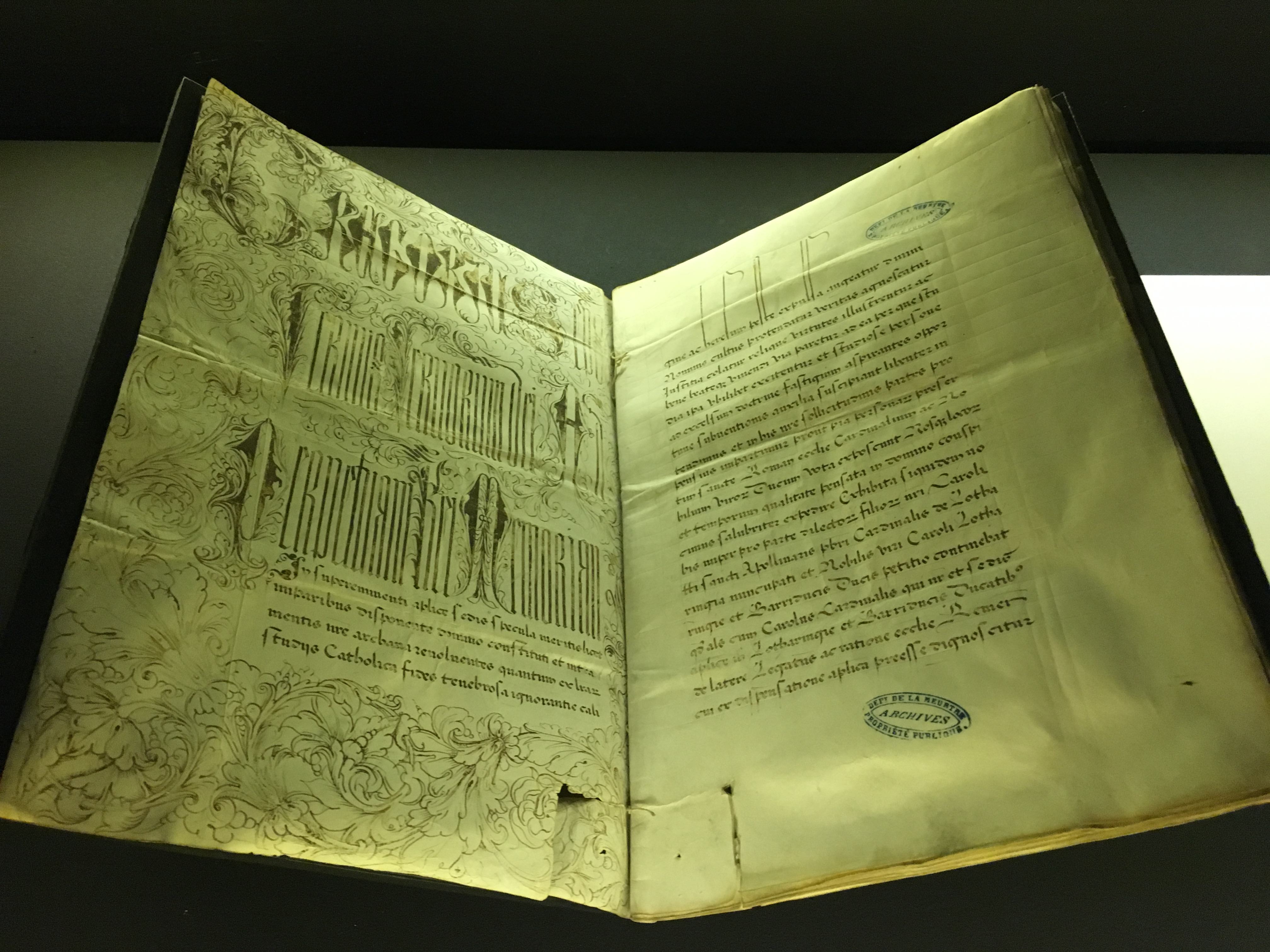
Bulle de création de l'université en 1572

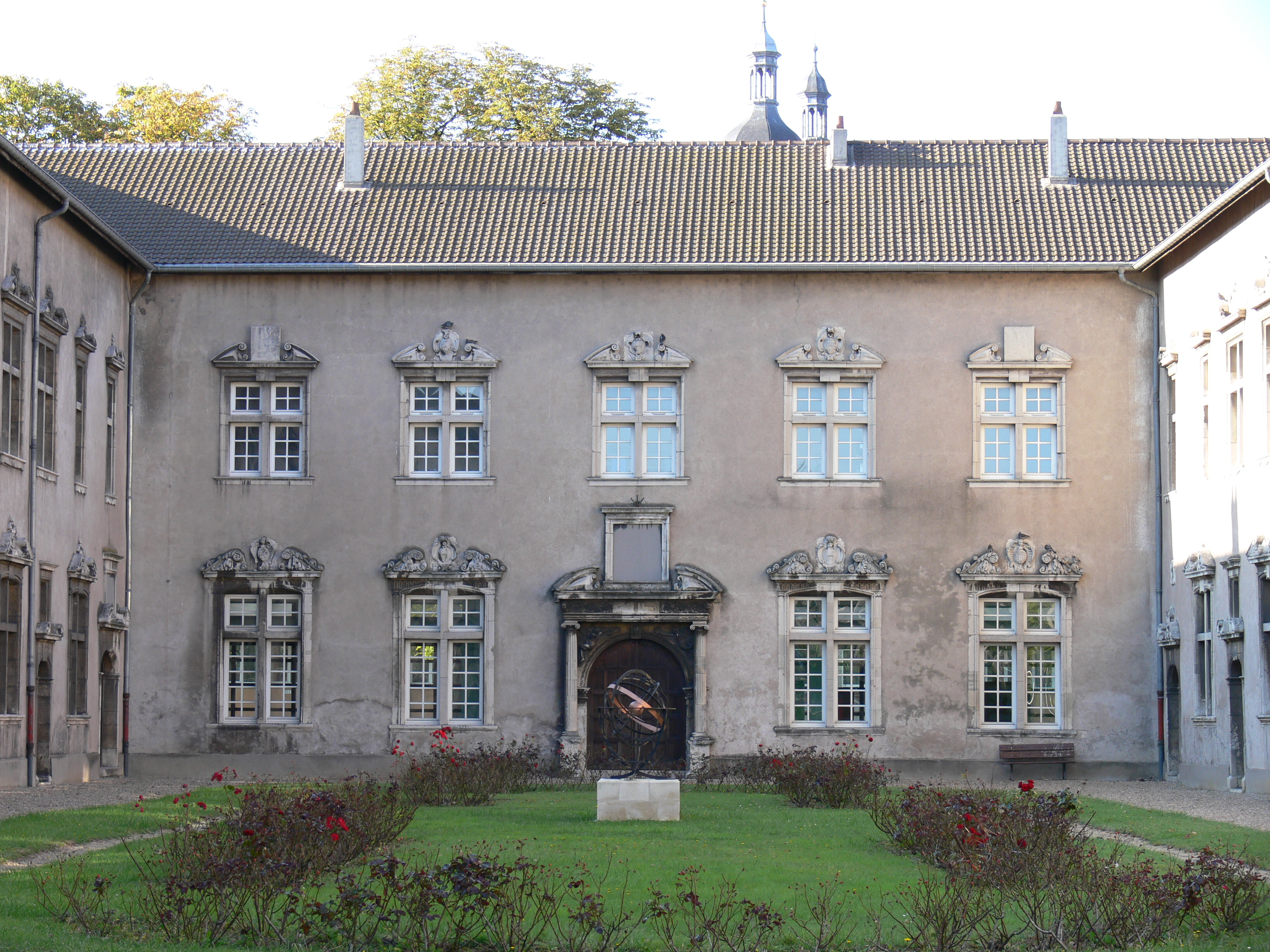
Université de Pont-à-Mousson

L'idée est reprise, quelques années plus tard, par le duc Charles III et son cousin Charles de Lorraine, cardinal de Lorraine-Guise. Leur projet répond à plusieurs objectifs, le premier étant de créer un centre intellectuel pour limiter la fuite de la noblesse qui va parfaire ses études dans les pays voisins (les universités de Paris, Cologne, et Bologne attirent un grand nombre d'étudiants lorrains). Mais leurs motivations sont également d'ordre religieux, l'université de Pont-à-Mousson devant constituer un noyau de résistance contre l'avancée protestante venant des terres voisines, et contribuer à faire appliquer les principes du concile de Trente (1542-1563), qui prône une meilleure formation pour les prêtres et réfute les thèses protestantes. L'opposition entre catholiques et protestants est en effet extrêmement violente : en août de la même année, en France, le jour de la Saint-Barthélemy, des massacres font plusieurs milliers de morts parmi les protestants.
Ce projet prend corps dans un contexte particulièrement favorable. D'une part, de nombreuses universités voient le jour à cette époque-là : l'université de Reims, en 1548 — grâce à l'intervention, déjà, du cardinal Charles de Lorraine, alors cardinal de Guise et archevêque de Reims —, l'université de Douai en 1559, etc. D'autre part, la Lorraine est directement au cœur de l'affrontement que se livrent catholiques et protestants : en effet, depuis 1552, les trois évêchés (Metz, Toul et Verdun) sont contrôlés par la France, aux termes du traité de Chambord, par lequel le roi de France, Henri II, confirme son soutien financier et militaire aux princes protestants allemands contre Charles Quint. Cette prise de possession par le royaume de France, officieuse, ne sera officialisée qu'en 1648, par les traités de Westphalie qui marquent la fin de la guerre de Trente Ans et de la guerre de Quatre-Vingts Ans.
Stratégiquement, le lieu le plus adapté pour la nouvelle université semble être Pont-à-Mousson, ville barroise animée à l'époque du fait de sa situation sur les rives de la Moselle, canal commercial important, et à égale distance des trois cités épiscopales (Metz, Toul, Verdun) et de la cité ducale de Nancy. Soucieux de reconnaissance, le duc et le cardinal font le siège de Rome, et finissent par obtenir, le 5 décembre 1572, que le pape Grégoire XIII, dans sa bulle In supereminenti, crée aux frontières de l'Allemagne protestante, dans le duché de Bar, l'université de Pont-à-Mousson. Confiée aux Jésuites, elle se voit attribuer la mission de « dissiper le brouillard ténébreux de l'ignorance et la peste des hérésies ».
La bulle In supereminenti fixe précisément les détails du fonctionnement de l'université de Pont-à-Mousson, et précise notamment qu'elle doit être composée de quatre facultés : une faculté des arts, une faculté de théologie, une faculté de médecine, et une faculté de droit. Les deux premières, qui sont confiées à des religieux, sont en place dès 1575. En revanche, les deux autres facultés, dont la bulle précise qu'elles doivent être confiées à des laïcs, prennent davantage de temps, notamment parce que les Jésuites n'en acceptent pas bien l'idée. Le collège-université est installé dans les bâtiments d’une ancienne commanderie. Le 22 novembre 1574 les cours sont inaugurés par une exhortation solennelle donnée au premier groupe de 60 étudiants dans des installations pas encore achevées. Le 2 janvier 1578 le grade de ‘maître ès arts’ est conféré à 10 étudiants, dont le jésuite Jacques Salès. La même année Maldonado visite le collège au nom du Supérieur général. Les jésuites sont 18 prêtres et 11 ‘enseignants’. Cela nécessite l’ouverture de ‘pensionnats’ et l’octroi de pouvoirs supplémentaires aux pères pour faire exercer la discipline... Le premier cours de droit n'est donné qu'en 1578, et ce n'est qu'en 1582 que l'École doctrinale de droit public est enfin mise en place par Pierre Grégoire. Concernant la faculté de médecine, il faut attendre que le célèbre Charles Le Pois (ou Lepois, selon les graphies), docteur régent de la faculté de médecine de Paris accepte finalement de s'en charger. Les premiers cours, et le jardin botanique, sont mis en place à partir de 1592. En octobre 1592 les premiers cours de médecine sont donnés et la faculté de Médecine est érigée en 1597. Le nombre d’étudiants augmente rapidement : de 400 en 1575, et 800 en 1587, ils seront 900 en 1594.

### La «période de splendeur»

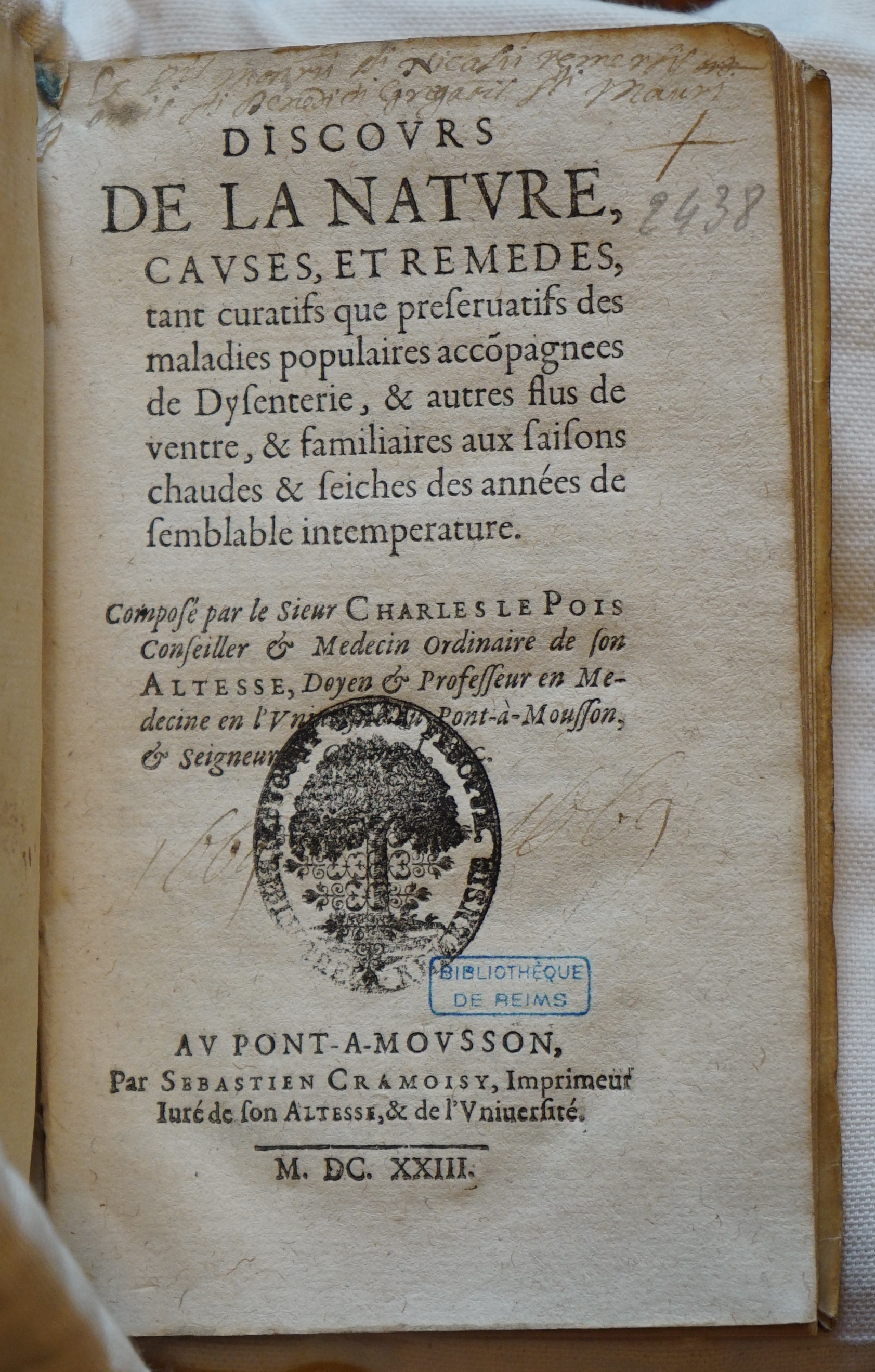
Causes et remedes de la dysentrie... de Charles Le Pois imprimé à Pont-à-Mousson en 1623, bibliothèque Carnegie (Reims).

Convaincus qu'il s'agit d'un facteur essentiel de réussite pour la nouvelle université, le duc et son cousin s'attachent à attirer à Pont-à-Mousson des enseignants à forte notoriété. Au nombre de ceux-ci, Pierre Grégoire, Jean Hay, Fronton du Duc (auteur de la première pièce en vers français sur Jeanne d'Arc), Léonard Perrin. Des séances dramatiques s’ouvrent au public à partir de 1577 et suscitent l’enthousiasme du public mussipontain. En octobre 1579 l’évêque de Toul y envoie six boursiers, considérant ‘de facto’ le collège comme étant son séminaire diocésain. En 1581, la reine d'Ecosse, Marie Stuart (nièce du feu cardinal de Lorraine), le choisit pour la formation de jeunes écossais et irlandais qui, une fois prêtres, rentreraient pour un service pastoral clandestin. À partir de 1616 le collège-université devient également la maison d’études des Jésuites de la province de Champagne.
Et, en effet, le nombre d'étudiants progresse rapidement, ainsi que le montrent les effectifs présents aux processions annuelles, pour atteindre 2000 en 1607. Ce ne sont d'ailleurs pas uniquement les élites lorraines que l'on retrouve désormais à Pont-à-Mousson, mais également de nombreux étudiants étrangers, belges, hollandais, allemands, écossais, irlandais viennent grossir les rangs des étudiants. L'université de Pont-à-Mousson, à ses plus belles heures, fait concurrence à la Sorbonne, qui souffre de nouvelles concurrences, après avoir été la référence des universités au Moyen Âge.
À la fin du XVIe siècle, l’université a son imprimerie (comme le voulaient les lettres patentes de fondation). Un graveur et un peintre (en 1616) sont également des ‘officiels’ de l’université. Ne sont imprimés que les livres approuvés par le recteur de l’université.
L’université atteint son apogée durant le rectorat de Jean Bouvet, d’avril 1607 à 1615. Les capucins installent à Pont-à-Mousson leur maison d’études. Les Prémontrés et Augustins sont également présents. Les étudiants proviennent d’Allemagne, de Flandre et du Hainaut, de Hollande, d’Écosse, de Pologne et d’ailleurs. La communauté jésuite compte 75 religieux. En 1609 Charles Malapert, jésuite belge, a 150 étudiants dans son auditoire. Le collège, avec les Arts et la Théologie, compte 1 600 étudiants en 1605 et les deux facultés de Droit et Médecine: 400. Construire de nouveaux bâtiments s’impose. Au cours de l’année 1610 les nouveaux locaux sont occupés. Ni l’incendie d’une partie des bâtiments (en 1613) ni les épidémies occasionnelles de peste n’en retardent le progrès. Une forte culture scientifique est attestée avec l’arrivée du père Louis Lallemant à la chaire de mathématiques en 1612. Les publications scientifiques commencent peu après.
Culture et formation religieuses ne sont pas négligées, avec des exhortations dominicales, en latin ou français suivant les niveaux d’étude, et la présence d’actives congrégations mariales, pour les humanistes et les théologiens, sans parler des représentations dramatiques annuelles dont les thèmes sont inspirés par les grandes figures de la Bible. Fêtes et célébrations religieuses solennelles à l’occasion de canonisations.
Formation et discipline religieuse contribuent grandement à introduire en profondeur les réformes du concile de Trente dans la Lorraine et au-delà. Au début du XVIIe siècle plusieurs réformateurs d’ordres religieux sortent du collège de Pont-à-Mousson, le mieux connu d’entre eux est saint Pierre Fourier réformateur des Augustins. Mais également Philippe Thibault (des Carmes), Servais de Lairuelz (des Prémontrés), Didier de la Cour (des Bénédictins). L’église est très fréquentée et renommée pour ses sermons. Des pères sont ‘missionnaires des campagnes’ et visitent systématiquement les paroisses rurales y contribuant à la réforme des mœurs du clergé.

### Un coup d'arrêt au développement
Au XVIIe siècle, le développement de l'université de Pont-à-Mousson connait un coup d'arrêt. Trois principales raisons expliquent ces difficultés : une forte concurrence, d'une part, la maladie (résurgence de la peste) ensuite, et, enfin, la position stratégique de la Lorraine, qui se traduit alors par le fait qu'elle est un terrain d'opposition armée entre les puissances en présence (le royaume de France et le Saint-Empire romain germanique).
L'université de Pont-à-Mousson est d'abord victime de son propre succès. Les Jésuites, encouragés par la renommée de l'université, développent en parallèle un réseau dense de collèges, à Molsheim (1580), Haguenau (1607), Sélestat (1615), Ensisheim (1615), Nancy (1616), Metz (1622), à Saint-Nicolas-de-Port (1630) et Épinal (1632). Elle souffre également de la concurrence des universités de Strasbourg, de Reims et de Paris.
Depuis 1347 et la grande épidémie de peste noire qui a décimé l'Europe, la maladie reste endémique en Lorraine. Plusieurs phases de résurgence de la maladie sont connues tout au long du XVIe siècle (1517-1519, 1523-1527, 1545-1552, 1576-1589). Une nouvelle crise aigüe survient en 1610, avant que la situation ne redevienne épidémique, avec une première phase de recrudescence, de 1621 à 1625 (Pays messin, Verdunois, bailliage de Mirecourt), l'épidémie proprement dite se déclarant en 1627. De 1627 à 1636, elle s'installe, concourant à « la plus grande catastrophe démographique de l'histoire lorraine ». Du printemps 1630 jusqu'à 1634, l'enseignement à l'université de Pont-à-Mousson est interrompu. « La peste, la famine et la guerre devaient s'unir pour faire un désert du plus beau pays de l'Europe », écrit Auguste Digot.
En effet, la guerre aussi joue son rôle. La Lorraine est le théâtre de l'affrontement entre différentes puissances, et diverses ambitions. Le royaume de France veut déplacer ses frontières vers l'Est, le Saint-Empire romain germanique se soucie de sa propre stabilité, et le Duc de Lorraine, entre les deux, essaie de jouer la carte des alliances. Charles IV, qui a succédé à Henri II à la mort de ce dernier en 1624, cherche le soutien de Ferdinand II, de l'Espagne, de l'Angleterre, du duc de Savoie. Ce faisant, il se met à dos le cardinal de Richelieu. Tout cela se cristallise au travers de la guerre de Trente Ans (1618-1648). Les traités de Westphalie qui en marquent le terme officialisent notamment l'annexion par la France des Trois-Évêchés et de la Haute-Alsace : l'espace lorrain est de plus en plus clairement sous la coupe du roi de France. En 1632 les troupes françaises occupent Pont-à-Mousson. Les pères de l'université ne sont plus que 36. La rentrée académique de 1633 se fait sans solennité. Expulsions des pères lorrains, nombreux décès dus à la pénurie et aux épidémies et manque général d’enseignants font que la rentrée de 1637 se fait avec 200 élèves seulement. Mais les cours ne furent jamais totalement interrompus.
Une renaissance s’ébauche à partir de 1642. Le père Pierre l'Escalopier, professeur de rhétorique, tente de convaincre à la rentrée de 1643 : « L’étude n’est jamais plus nécessaire qu’en temps de calamites publiques ». Les privilèges de l’université sont confirmés par Louis XIV en août 1644, mais le régime est clairement celui de ‘liberté contrôlée’. La Lorraine retrouve son indépendance en 1559 et le duc revient en 1663, triomphalement reçu aux portes de Pont-à-Mousson par les magistrats, le clergé et l’université au grand complet. Le nombre d’élèves remonte à 500 en 1669 et les traditions anciennes sont progressivement rétablies. Mais l’institution ne retrouvera plus le nombre d’étudiants et la gloire d’antan.
Nouveaux troubles politiques causés par le roi Louis XIV. La Lorraine est à nouveau occupée par les français en 1670. Louis XIV compte bien y exercer les droits des ducs. Mais indépendamment d’une perte partielle de son indépendance, l’université perdait de son influence, et le nombre d’étudiants baissait à la fin du XVIIe siècle. Les ordres religieux importants (Carmes, Prémontrés, Augustins, Bénédictins) ayant créé ailleurs leur propre maison d’études se désintéressaient de Pont-à-Mousson : ils y envoyaient de moins en moins d’étudiants, et les diocèses de Lorraine, les uns après les autres ouvraient leur propre séminaire. Même les Jésuites étaient moins fidèles à l’institution.
Le traité de Ryswick, en 1697, redonne au duc Léopold Ier de Lorraine la direction de ses États (même si, en réalité, la neutralité imposée au duché le prive de puissance militaire). C’est l’occasion d’une séance académique solennelle avec procession, soutenances de thèse, panégyriques et pièce de théâtre. Le père Pierre-Antoine Modo, nancéien, revient d’exil et est nommé recteur. Le frère du duc est confié au père de la Ruelle. Mais cela ne suffit pas pour que l'université retrouve sa place et sa réputation. L'édit du 6 janvier 1699 est explicite :
| « Le relachement que le désordre des guerres passées a fait naitre dans la discipline de notre université de Pont-à-Mousson, l'ayant fait décheoir de la réputation qu'elle s'étoit acquise chez les étrangers qui y accouroient de toutes parts […] Nous avons cru qu'il étoit digne de nos soins de tâcher de la remettre dans son ancienne splendeur, en rétablissant la pureté de ses exercices suivant ses anciens statuts […] Ce qui nous fait espérer, non seulement de la voir refleurir comme auparavant, par sa renommée dans toute l'Europe, mais encore qu'elle donnera à l'église et à l'état des sujets dignes des emplois les plus importans ». |

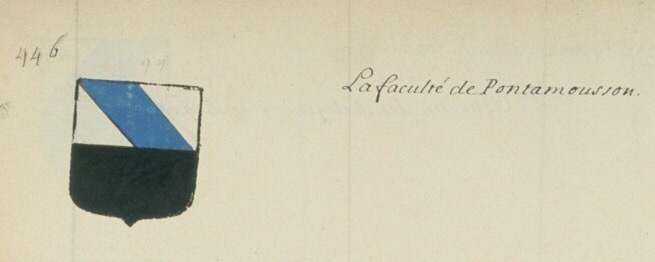
Armes de l'université de Lorraine

Mais le mal est fait : « Jamais elle ne put recouvrer entièrement son ancienne splendeur ». Vers 1700, Charles d'Hozier, auteur de l'Armorial général de France, lui attribue pour armes : coupé, d'argent à la bande d'azur, et de sable plain.
Le nombre d’étudiants de 300 au tournant du siècle (1700) diminue et reste aux environs de 220 jusqu’en 1720, surtout étudiants de théologie ou philosophie. L’influence janséniste se fait sentir dans la faculté de Droit. Des conflits en surgissent lorsque, leur refusant de faire la profession de foi, les recteurs jésuites tentent d’écarter certains professeurs. Cela entraine le mécontentement d’évêques favorables au jansénisme (Mgr de Coislin à Metz). Cela s’aggrave lors de la publication de la bulle Unigenitus condamnant le jansénisme (1713). Un autre conflit avec la France fait que pendant un certain nombre d’années les diplômes de Pont-à-Mousson n’y sont plus reconnus. Cela entraîne une nouvelle perte d’élèves étrangers.

### Nancy veut son université

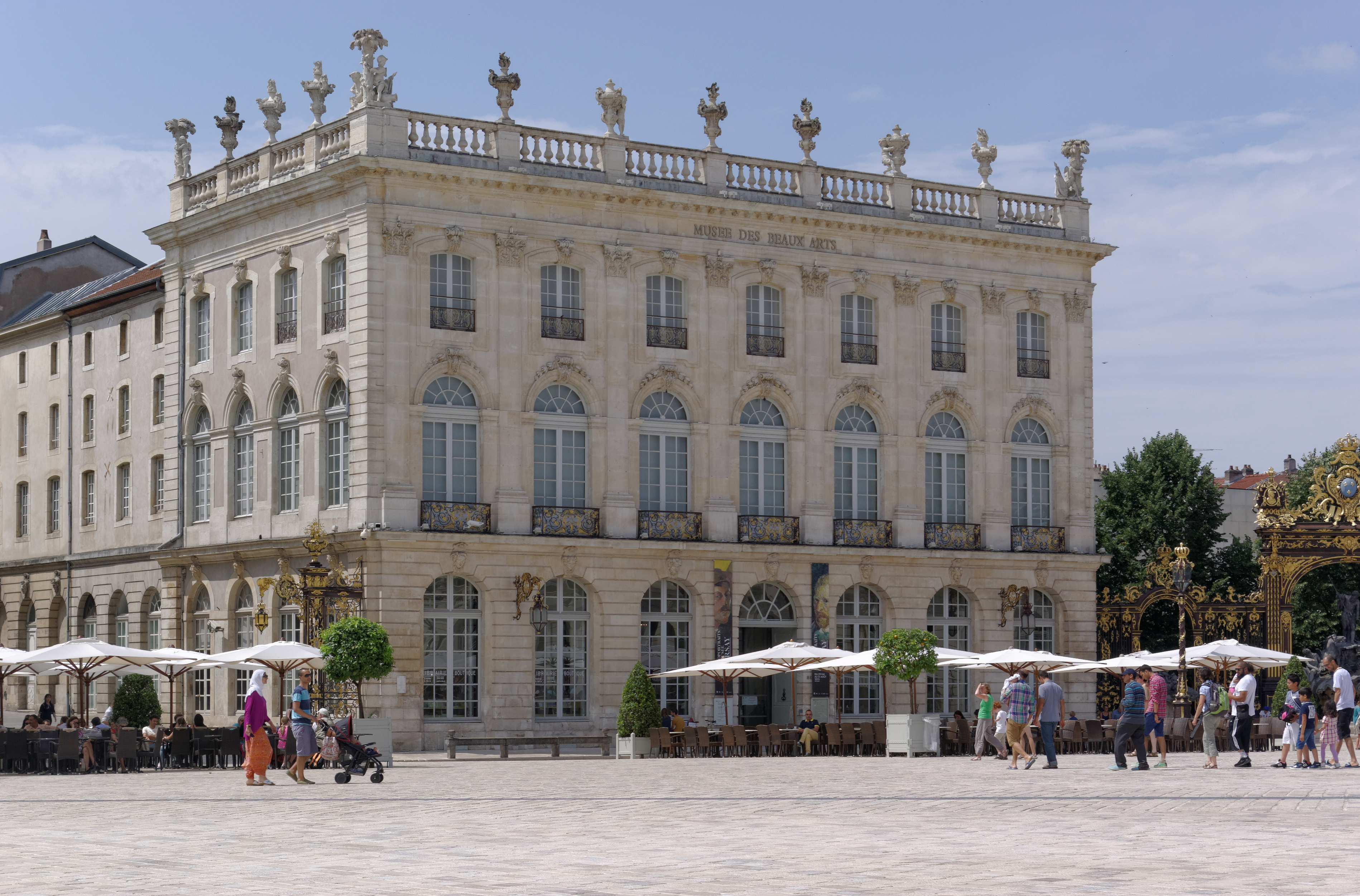
Collège des médecins de Nancy (devenu musée des beaux-arts)

Au début du XVIIIe siècle, Nancy, la cité ducale, connaît un développement rapide, et se verrait bien accueillir le centre universitaire lorrain. Diverses intrigues se mettent en place, qui visent à obtenir le déplacement vers Nancy au moins des facultés de droit et de médecine. Tout est fait pour discréditer l'enseignement délivré à Pont-à-Mousson, et les désordres estudiantins sont montés en épingle. En 1721, Dominique Mathieu-de-Moulon, avocat nancéien, s'empare d'une querelle de préséance pour réclamer la séparation des partis, les Jésuites et leurs élèves à Pont-à-Mousson, le droit et la médecine à Nancy. Mais le duc Léopold Ier de Lorraine reste sourd aux rumeurs et insinuations, jusqu'à sa mort en 1729.
En 1737, François III de Lorraine, duc de Lorraine et de Bar, mais surtout futur empereur du Saint-Empire, cède, au terme d'un jeu de stratégie complexe entre France et Saint-Empire officialisé par le traité de Vienne, ses possessions lorraines en échange du grand-duché de Toscane. La Lorraine revient alors au beau-père de Louis XV, Stanislas Leszczyński, qui, lui, renonce dans le même temps au trône de Pologne. Mesure prise pour qu’inéluctablement le duché revienne à la France à la mort de Stanislas, père de la reine de France et - le dauphin étant mort en 1765 - arrière-grand-père du futur Louis XVI.
Avec l'arrivée de Stanislas, qui leur est favorable, les Jésuites de Pont-à-Mousson pensent que leur avenir est assuré. Et, en effet, celui-ci ne se laisse fléchir par aucun argument, malgré plusieurs campagnes de dénigrement orchestrées depuis Nancy. Stanislas, pourtant, maintient l'université à Pont-à-Mousson. Cependant, sous la pression, notamment, de Charles Bagard, son propre médecin, il accepte la création, le 15 mai 1752, du Collège royal des médecins de Nancy, installé dans l'actuel musée des beaux-arts de Nancy.

### 1768, l'année du basculement

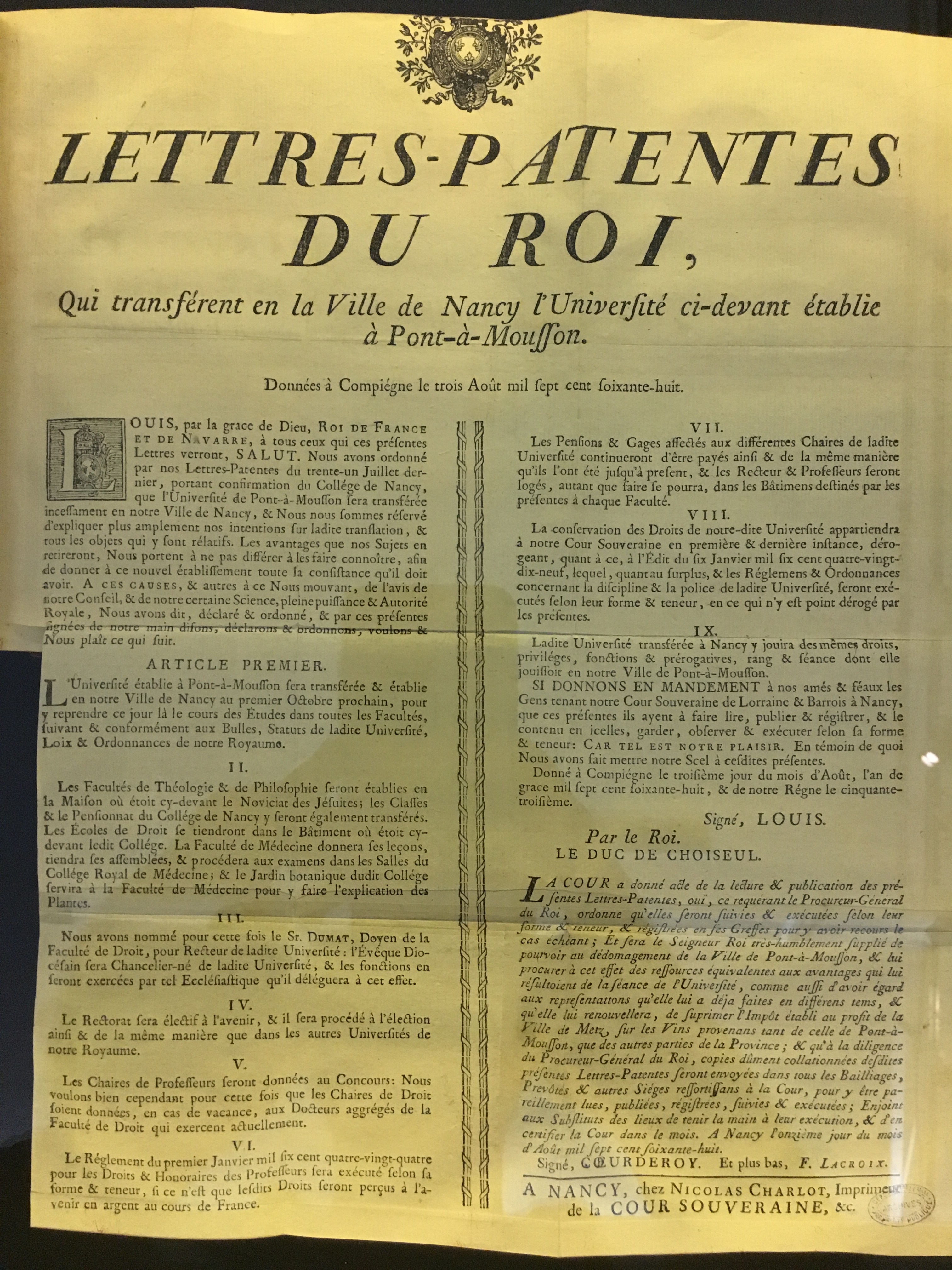
Lettres patentes de transfert en 1768

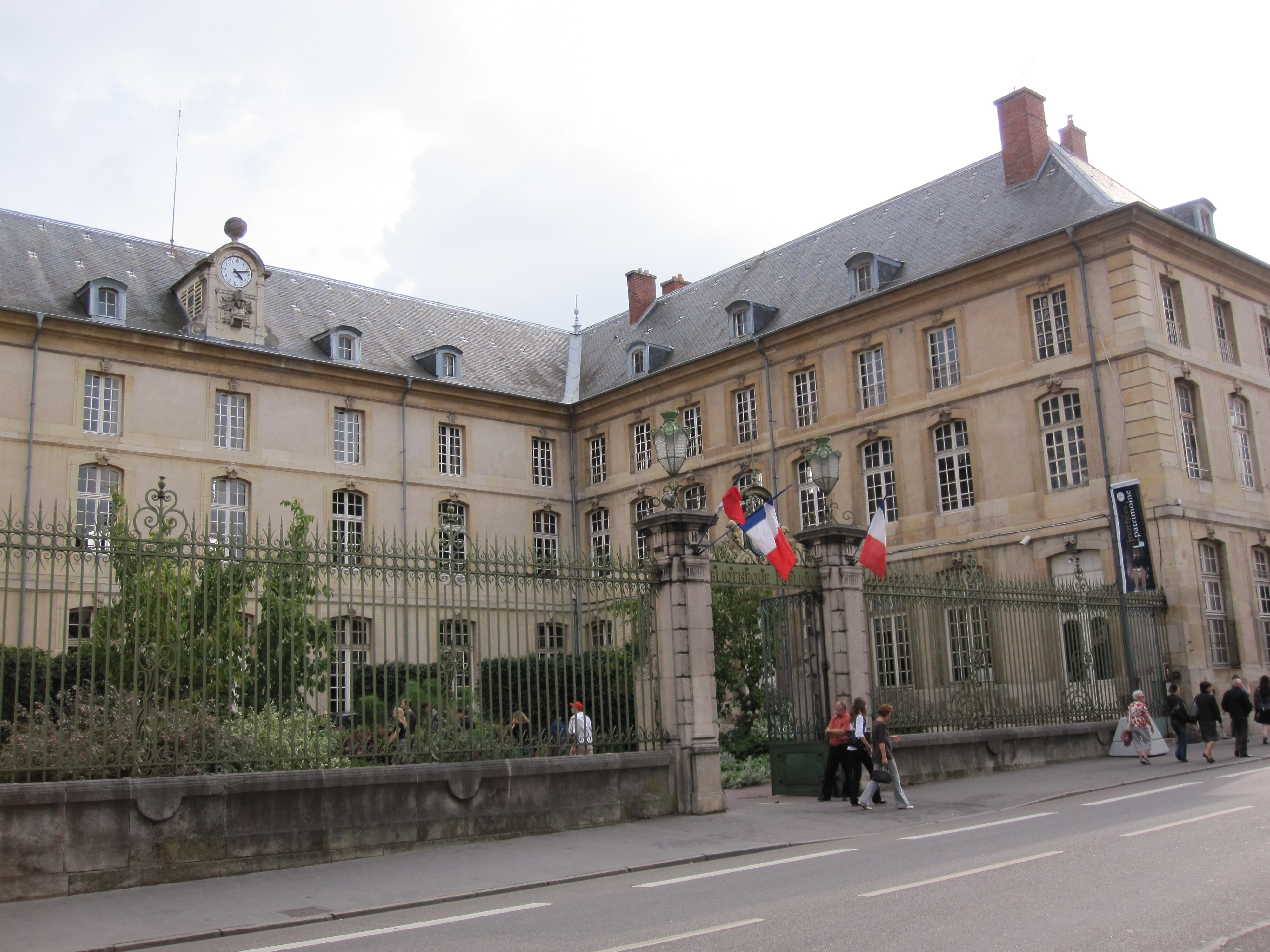
Université de Nancy avant la Révolution (devenue bibliothèque municipale)

Les pressions nancéiennes se poursuivent, la municipalité propose des locaux provisoires et promet même la construction d'un bâtiment dédié.
Lorsque les jésuites sont bannis du royaume de France, le pape Clément XIII écrit au roi Stanislas recommandant les jésuites de ses états à sa bienveillance. Mais le 23 février 1766, Stanislas Leszczyński disparaît. Aux termes du traité de Vienne qui lui donnait le Duché de Lorraine et le Duché de Bar, à sa mort, les duchés se retrouvent définitivement rattachés au royaume de France. C'est le tournant : privée de Stanislas, son ultime défenseur, la cause de Pont-à-Mousson est perdue, Nancy va avoir son université.
Le 1er juillet 1768, un édit royal supprime la Compagnie en Lorraine (la même décision avait déjà été appliquée par Louis XV en 1763-1764 dans le royaume de France). Et le 3 août 1768, le transfert de l'université de Pont-à-Mousson à Nancy est officiel.
Malgré les promesses, Nancy ne dispose pas des bâtiments nécessaires à l'installation d'une université. Les quatre facultés se retrouvent séparées. L'architecte Charles-Louis de Montluisant se voit confier la conception et la construction du palais de l'Université (l'actuelle bibliothèque municipale de Nancy), vaste bâtiment conçu pour accueillir la faculté de médecine et la faculté de droit, ainsi que les ouvrages de la bibliothèque que Stanislas a créé en 1750. Mais le chantier ne sera terminé qu'en 1778.

### Quelques personnalités passées par l'université de Pont-à-Mousson
Parmi les grands noms qui ont enseigné ou qui ont été, pour tout ou partie, formés à l'université de Pont-à-Mousson, figurent : Jean Barclay, Antoine-Henri de Bérault-Bercastel, Dom Calmet, Didier de La Cour, Pierre Fourier, Henri de Gondi, Jean L'Hoste, Valentin Jamerey-Duval, Louis Lallemant, Juan Maldonado, Jacques Marquette, Charles Palissot de Montenoy, Denis Pétau, Louis Richeome, Jean-François de Saint-Lambert, Jacques Sirmond.

## La Révolution et l'Empire

### Suppression des universités: faire table rase
La Révolution française, dans sa volonté de construire un nouveau système sur les ruines de l'Ancien Régime qu'elle vient d'abattre, se soucie notamment de la façon dont l'État peut et doit assurer l'instruction du Peuple. L'idée directrice est que l'instruction doit être mise par la société à la portée de tous, et que, par conséquent, elle doit former un service public. La constitution de 1791 est explicite : « Il sera créé et organisé une instruction publique, commune à tous les citoyens, gratuite à l'égard des parties d'enseignement indispensables pour tous les hommes, et dont les établissements seront distribués graduellement, dans un rapport combiné avec la division du royaume ». Un débat ardent s'engage entre les tenants de l'instruction publique et ceux de l'éducation nationale. Le Comité d'instruction publique, créé en 1791 par la Législative, est le lieu de nombreux échanges, de nombreuses communications lui étant présentées (on peut citer, au nombre des intervenants, Nicolas de Condorcet, Jeanbon Saint-André, Le Peletier de Saint-Fargeau, Pierre Daunou).
À la fin de l'année 1793, la Convention supprime toutes les universités françaises, dont l'université de Nancy. L'ancien système, aux termes du décret du 29 fructidor an I (le 15 septembre 1793), devait être remplacé par quatre degrés progressifs d'instruction, correspondant aux écoles primaires, secondaires, aux instituts et aux lycées du plan de Condorcet, mais ce décret est suspendu dès le lendemain. Les travaux du Comité d'instruction publique aboutissent finalement, le 7 ventôse an III (le 25 février 1795), au décret instituant les écoles centrales, à raison d'une par département pour les élèves de onze à dix-huit ans. L'article 3 de ce décret dispose : « en conséquence de la présente loi, tous les anciens établissements consacrés à l'instruction publique sous le nom de collèges, et salariés par la nation, sont et demeurent supprimés dans toute l’étendue de la République ». Mais il faut attendre juillet 1794 pour que l'enseignement supérieur revienne en débat, alors que la France « manque cruellement d'ingénieurs et de cadres supérieurs ». Le 9 brumaire de l'an III (le 30 octobre 1794), l'École normale (dite « de l'an III »), est créée : son existence sera éphémère, quelques mois seulement, mais elle préfigure ce que deviendront les Écoles normales supérieures créées ultérieurement. La Convention officialise, par le décret du 3 brumaire an IV (le 24 octobre 1795) la place des grandes écoles spéciales, au nombre desquelles on compte l'École centrale des travaux publics (qui deviendra par la suite l'École polytechnique), le Conservatoire national des arts et métiers (le 19 vendémiaire an III / 10 octobre 1794), l'École spéciale des langues orientales (décret-loi du 10 germinal an III / 30 mars 1795). Sont également créées, durant la Révolution française, l'Institut national des sciences et des arts (décret du 3 brumaire an IV / 24 octobre 1795) ou l'École de Mars (le 13 prairial an II / 1er juin 1794).
La situation de l'enseignement médical est un petit peu différent. Le 14 brumaire an IV (le 5 novembre 1795), sont créées trois écoles de santé, à Paris, Montpellier et Strasbourg, censées couvrir tout le territoire national. Nancy enregistre, avec la suppression de sa faculté de médecine, du Collège royal de médecine et du collège royal de chirurgie, une diminution sensible de sa population de médecins et de chirurgiens, alors que le nombre de charlatans s'accroit. Mais les initiatives, notamment dans le domaine de la santé, se concurrencent entre elles. Ainsi, les médecins de Nancy créent, le 28 nivôse An IV (le 19 janvier 1796), la Société de santé de la commune de Nancy, qui se fixe trois grands objectifs : reprendre l'enseignement de l'art de guérir, faciliter les échanges de connaissances entre médecins, assurer des consultations pour les malades indigents. Un programme de cours sur trois ans est mis en place, l'enseignement étant entièrement gratuit (mais il ne permet pas d'accéder au titre de médecin, uniquement d'obtenir un certificat d'aptitude). Parallèlement, le 11 frimaire an XI (le 2 décembre 1802), le Cours d'instruction médicale est créé ; fusionné avec des cours privés mis en place dès 1790, il donne naissance à une École libre de médecine, qui deviendra, en 1822, l'école secondaire de médecine de Nancy.

### La renaissance de l'université: l'Université impériale
Napoléon Ier, reconnu comme « le bâtisseur d'une œuvre civile sans précédent », a l'ambition de créer un système éducatif radicalement nouveau. Le décret-loi du 10 mai 1806, un texte bref (3 articles) et peu précis, instaure l'Université impériale. Il est complété par le décret du 17 mars 1808, qui en précise l'organisation et le fonctionnement.
L'Université impériale place de fait sous l'autorité de l'État tous les établissements d'instruction, qu'ils soient publics ou privés. À ce titre, elle est avant tout un instrument du pouvoir central. « L'Université impériale peut se définir comme une corporation composée de l'ensemble des enseignants. On ne peut plus enseigner en France si l'on n'appartient pas à cette corporation, elle-même placée sous la tutelle de l'État. C'est ainsi que naît le monopole de l'État, par l'intermédiaire de l'Université, sur l'enseignement ».
Placée sous l'égide du grand maître (Jean-Pierre Louis de Fontanes), nommé et révoqué par l'Empereur, cette institution unique décide seule de l'implantation des facultés pour la France entière. C'est ainsi que Nancy se voit attribuer une faculté des lettres, et Metz une faculté des sciences.
Cependant, les soubresauts de l'histoire n'épargnent pas l'université. Napoléon Ier abdique le 6 avril 1814, laissant la place à Louis XVIII, qui choisit de supprimer l'Université impériale et de lui substituer dix-sept universités provinciales indépendantes, par l'ordonnance du 17 février 1815. Mais le chassé-croisé se poursuit, avec le retour de Napoléon Ier à l'occasion des Cent-Jours, à peine quelques jours plus tard, le 1er mars : d'un trait de plume, celui-ci rétablit « son » Université. Mais, le 22 juin 1815, Napoléon Ier, battu à Waterloo, abdique une seconde et ultime fois, laissant la place à la Commission Napoléon II, jusqu'au retour de Louis XVIII, le 8 juillet. Les mêmes auteurs du projet avorté du mois de février, à la lumière des difficultés financières du royaume, révisent leur copie. L'ordonnance du 15 août 1815 supprime ce qui peut l'être : dix-sept facultés des lettres, dont celle de Nancy, et trois facultés des sciences, dont celle de Metz.

## LeXIXesiècleet leXXesiècle

### Avant la guerre de 1870

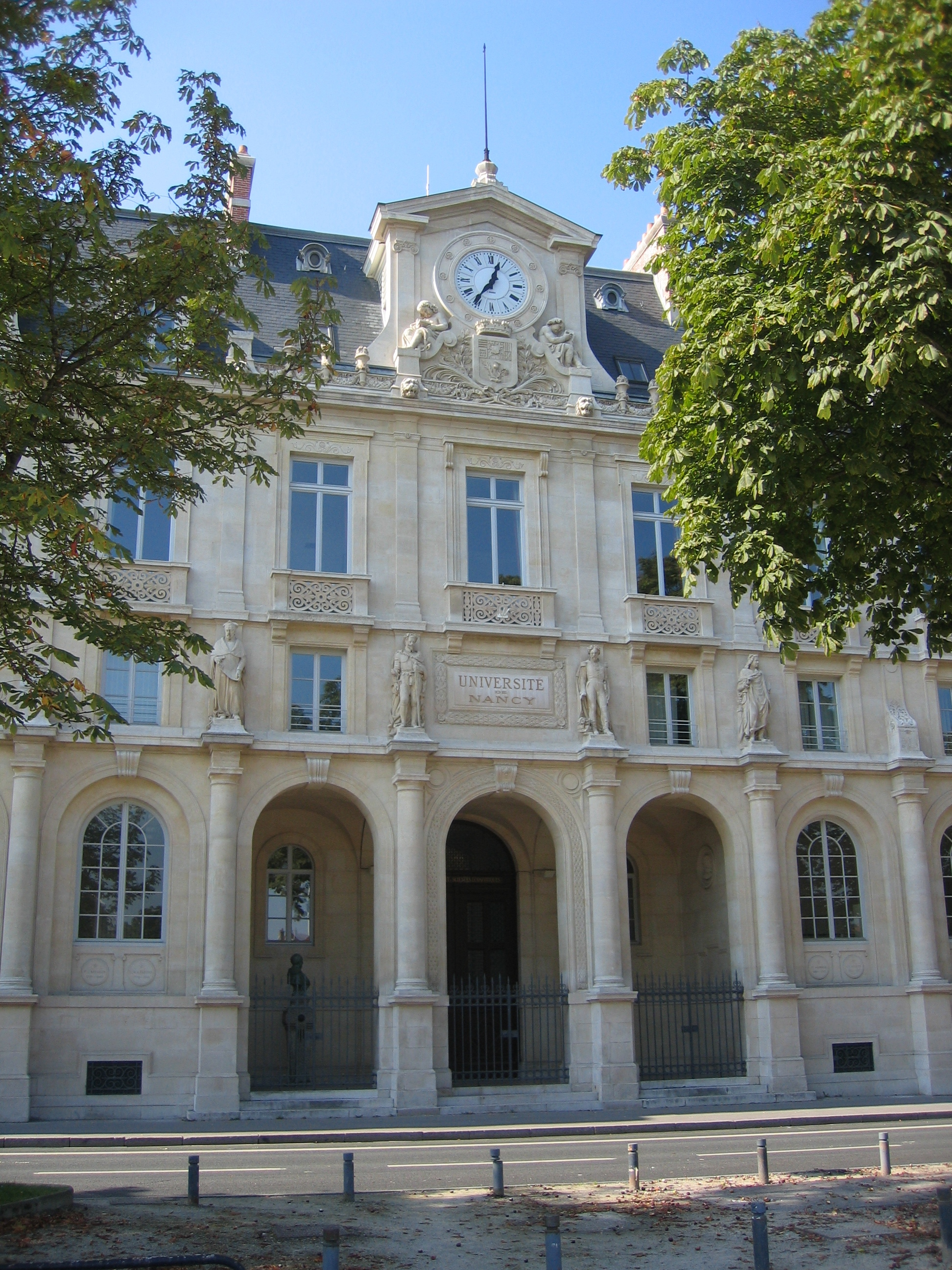
Palais de l'université de Nancy

À la chute de l'Empire, il ne reste donc plus rien en Lorraine en termes d'enseignement supérieur. La monarchie de Juillet travaille à reconstruire un réseau de facultés, mais la Lorraine fait partie des régions oubliées. L'École préparatoire de médecine et de pharmacie, créée par l'ordonnance royale du 17 octobre 1843 est donc la seule institution lorraine d'enseignement supérieure à cette période.
En 1843, Prosper Guerrier de Dumast sollicite les citoyens, leur propose de signer une pétition, aux termes de laquelle il demande la (re)création d'une faculté de droit à Nancy. Mais il se voit opposer un refus, notamment parce qu'un plan prévoit de modifier la carte des académies : des 29 académies initialement créées par Napoléon Ier en 1808, on ne veut en garder que quinze, au nombre desquelles Nancy ne figure pas. Il faut les « revendications incessantes, [les] démarches infatigables » de Guerrier de Dumast pour que, finalement, Nancy obtienne « en 1852, le rétablissement définitif de son ancienne université » et conserve « son » académie aux termes de l'arrêté du 7 septembre 1848. La faculté des sciences et celle de lettres sont établies en avril 1854, la faculté de droit en janvier 1864.
Afin d'accueillir dans de bonnes conditions enseignants et étudiants, l'architecte Prosper Morey se voit chargé de construire ce qui sera le Palais de l'Académie (dans lequel la faculté de droit est encore installée aujourd'hui). Le bâtiment est inauguré en mai 1862 sur la place de Grève (devenue la place Carnot).

### La guerre franco-allemande de 1870 et ses conséquences
Abusée par la dépêche d'Ems, Napoléon III tombe dans le piège que lui tend Bismarck, et déclare la guerre à la Prusse le 19 juillet 1870. Mais c'est, surtout, la conclusion des tensions qui parcourent toute l'Europe depuis 1815.
Au-delà des perturbations directement liées à la guerre (mobilisation, occupation par la Prusse de territoires français…), la principale conséquence de la guerre de 1870 sur le monde universitaire est liée à l'annexion par l'Empire allemand de l'Alsace-Lorraine, à l'issue de la défaite française, sanctionnée par le traité de Francfort signé le 10 mai 1871. En effet, l'université de Strasbourg constituait l'un des pôles universitaires importants en France, avec, notamment, l'une des trois facultés de médecine créées en 1795, mais également de l'École supérieure de pharmacie. Du côté allemand, des manifestes demandent la création d'une grande université allemande à Strasbourg. Côté français, le député de la Meurthe, Henri Varroy, dépose à l'Assemblée, le 30 mai 1871, une proposition de transfert de l'université de Strasbourg à Nancy, mais la ville de Lyon, par la voix des responsables de son École préparatoire de médecine et de pharmacie, se positionne également pour accueillir une faculté de médecine. Mais cette dernière candidature se heurte à la fois à des divisions internes (un conflit entre les autorités municipales et la direction de l'école) et à une opposition résolue de la faculté de médecine de Montpellier. Tout cela joue en faveur du dossier nancéien. Et, finalement, le 19 mars 1872, l'Assemblée est appelée à valider le choix par le gouvernement de Nancy pour accueillir la faculté de médecine transférée depuis Strasbourg. À Strasbourg, pratiquement en même temps, la Kaiser-Wilhelms-Universität de Strasbourg est inaugurée les 1er et 2 mai 1872.
Parmi les professeurs exerçant à Strasbourg, un certain nombre choisissent de rester à Strasbourg, d'autres de suivre le déplacement vers Nancy. Au nombre des derniers, on peut citer Hippolyte Bernheim, Jules Liégeois, et Henri-Étienne Beaunis, qui contribuent à créer l'école d'hypnologie de Nancy (ou école de la suggestion), l'une des deux grandes écoles d'hypnose en France, avec celle de la Salpétrière, dirigée par Jean-Martin Charcot. En droit, y vinrent, Heinsburger, Destrais et Lederlin.
« Nancy se trouva ainsi la seule ville de province qui possédât quatre facultés », auxquelles s'ajoute l'École supérieure de pharmacie, qui devient finalement la cinquième faculté nancéienne en 1920. En décembre 1881, le Recteur Mourin est enthousiaste, bien que les débuts soient encore modestes, avec seulement 523 étudiants répartis entre les cinq institutions. Un hôpital civil (en 1882) et deux Instituts (l'Institut chimique, inauguré par Sadi Carnot en 1892, et l'Institut d'anatomie, ouvert en 1894) viennent compléter le dispositif. La dynamique est lancée, et ce avant même que l'université de Nancy soit finalement officiellement recréée, par la Loi du 10 juillet 1896 relative à la constitution des universités, donnant une reconnaissance légale à une situation déjà installée. Et le mouvement se poursuit encore, avec la création de nouveaux instituts : l'Institut électrotechnique (en 1900), l'Institut dentaire (en 1901), l'Institut de géologie (en 1908), pour n'en citer que quelques-uns. Ces instituts préfigurent les futures écoles nationales supérieures d’ingénieurs, qui seront créées en 1947.
Le nombre d'étudiants ne cesse de progresser : on passe d'un petit peu moins de 1 100 étudiants en 1900 à presque 2500 en 1912, le point culminant sur la période. Avec Paris, Montpellier et Grenoble, Nancy est l'une des universités françaises à connaître avant 1914 une forte affluence d’étudiantes.

### La Guerre 1914-18
Le conflit marque naturellement un nouveau coup d'arrêt, avec la mobilisation de nombreux professeurs et étudiants. Reprenant le mot d'Emmanuel-Joseph Sieyès, Charles Bruneau indique que, « pendant la guerre de 1914-1918, l'université de Nancy a vécu », décrivant notamment la mobilisation des doyens, mais dans une université qui est « une ombre vaine, et comme un cadre vide, un semblant de cadre, attendant que la jeunesse vînt y prendre place », selon l'expression du Recteur Adam. Seules les facultés de médecine et de pharmacie poursuivent leur activité universitaire : professeurs et élèves se retrouvaient aussi bien dans les salles de classe qu'au chevet des nombreux blessés. Témoins de cette double activité, plusieurs thèses ont été soutenues pendant la période. Cela a été officiellement reconnu à l'occasion de la citation de la faculté de Médecine de Nancy à l'Ordre de la Nation pour « belle conduite », mais également par l'attribution à l'université de Nancy de la Croix de Guerre et de la Légion d'honneur.
Le traité de Versailles qui marque la fin de la guerre et la défaite de l'Allemagne, consacre, entre autres décisions, le retour de la Moselle et de l'Alsace dans le giron de la France. Strasbourg retrouve son université, et Nancy une situation de concurrence. Le redémarrage est difficile, entre destructions, démobilisation, difficulté à trouver des professeurs capables d'assurer les enseignements…
Un Institut métallurgique et minier est créé en 1919, renommé, un an plus tard, École de la métallurgie et des mines.

### L'entre-deux-guerres

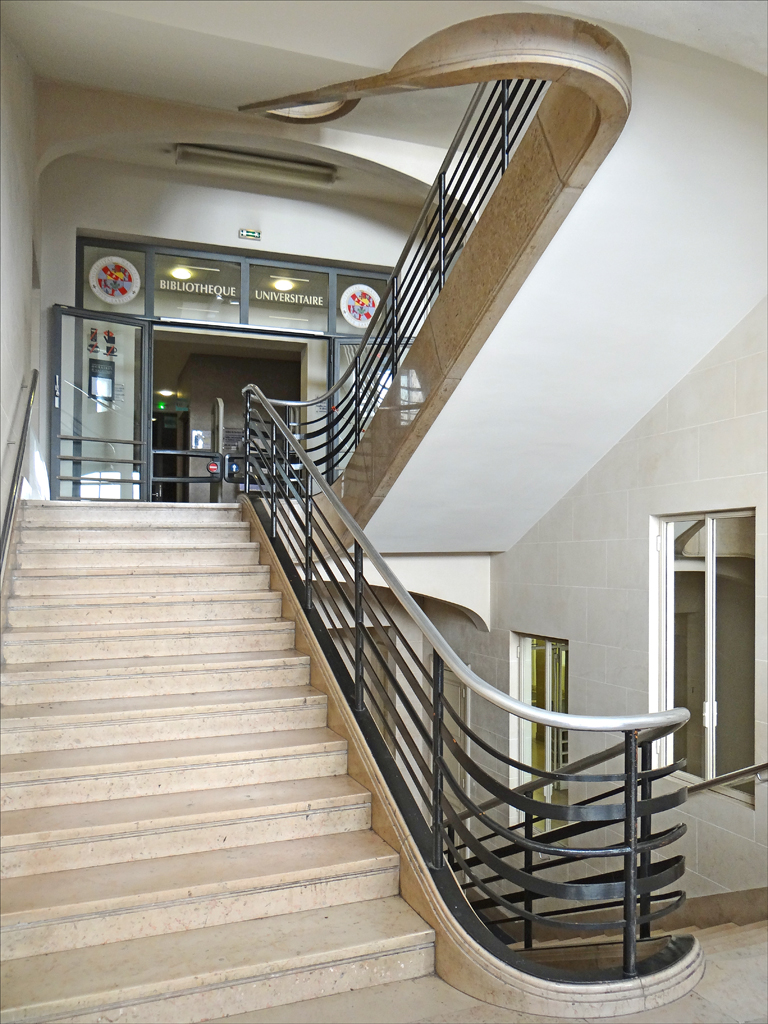
Jean Prouvé, escalier de la bibliothèque universitaire de Nancy

Il faut plusieurs années à l'université de Nancy pour retrouver ne serait-ce que des chiffres de fréquentation comparables à ceux de 1912 : c'est chose faite en 1924. Mais les inquiétudes suscitées par la reconstruction d'une université concurrente à Strasbourg se montrent exagérées : l'université de Nancy explose littéralement. Entre 1924 et 1931, le nombre d'étudiants double pratiquement, passant de presque 2300 à pratiquement 4300 inscrits. Par conséquent, elle se retrouve confrontée à une véritable crise de croissance, les locaux sont terriblement insuffisants, donnant lieu au lancement d'un vaste plan immobilier, à l'occasion duquel sont construits la Cité universitaire, une bibliothèque pour la faculté de médecine, l'Institut de zoologie (qui héberge désormais le muséum-aquarium de Nancy), l'Institut agricole, l'Institut colonial, une clinique dentaire et l'Institut de minéralogie...

### La Seconde guerre mondiale
Une fois encore, « l'université de Nancy versa son tribut au conflit ». Arrestations, emprisonnements, déportations, sans retour pour certains, tandis que d'autres, à la Libération, sont inquiétés ou condamnés pour faits de collaboration. Des témoignages sur cette période en donnent des éclairages individuels.

### De 1945 à 1968

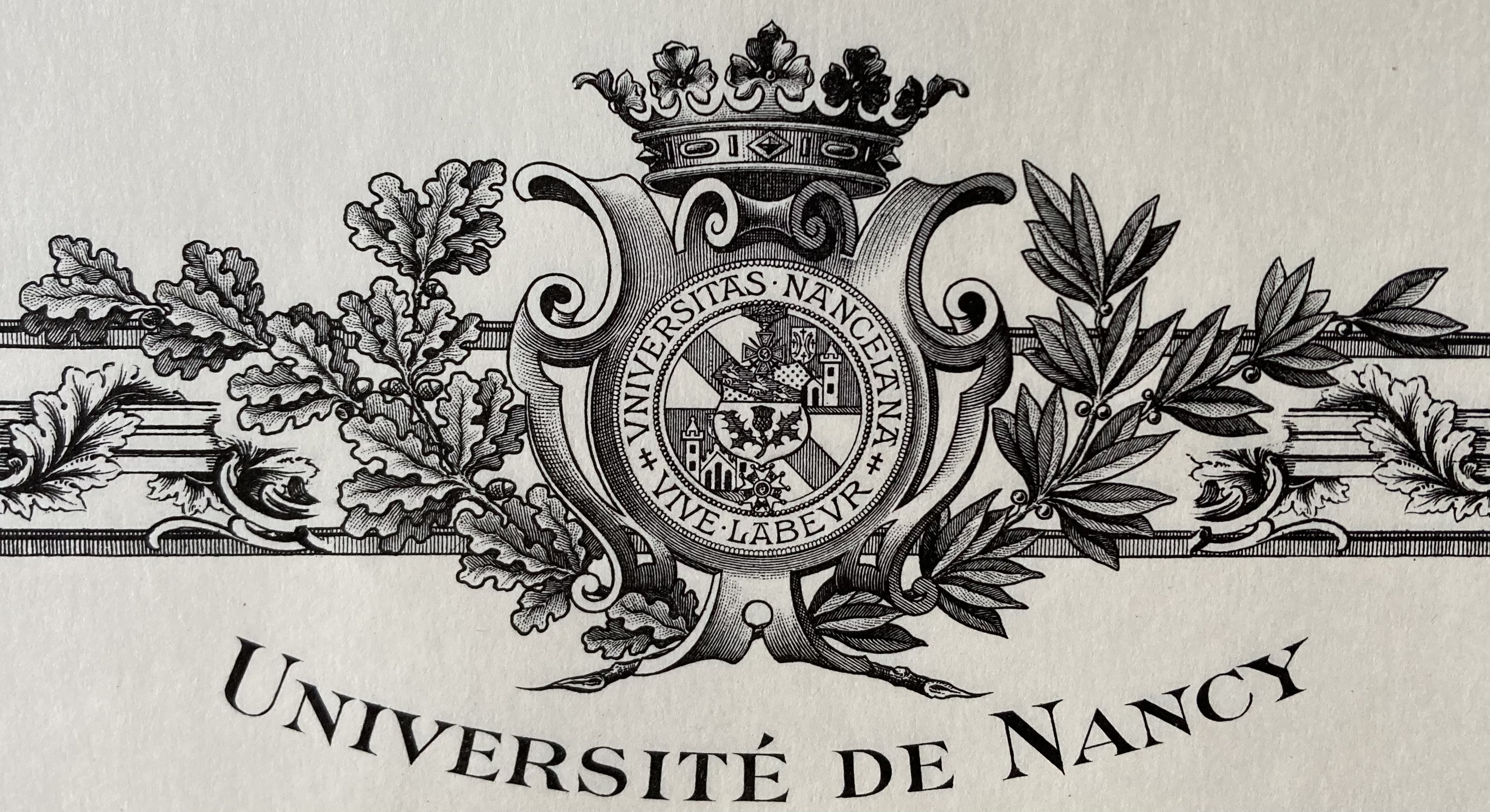
Armoiries de l'université de Nancy

L'université de Nancy reprend sa marche en avant, sous l'influence de fortes personnalités, à l'image du Doyen de la faculté de Médecine de 1949 à 1955, Jacques Parisot, reconnu internationalement pour son rôle, notamment, dans la création de l'Organisation mondiale de la santé. « Dans bien des matières, [d'autres exemples] montreraient qu'une insertion forte à Nancy n'était pas un obstacle à une reconnaissance internationale. La recherche régionale était d'ailleurs valorisée par les Annales de l'Est, renaissant en 1950, et la toute nouvelle Revue géographique de l'Est ».

### 1968: la loi d'orientation de l'enseignement supérieur (loi Faure)

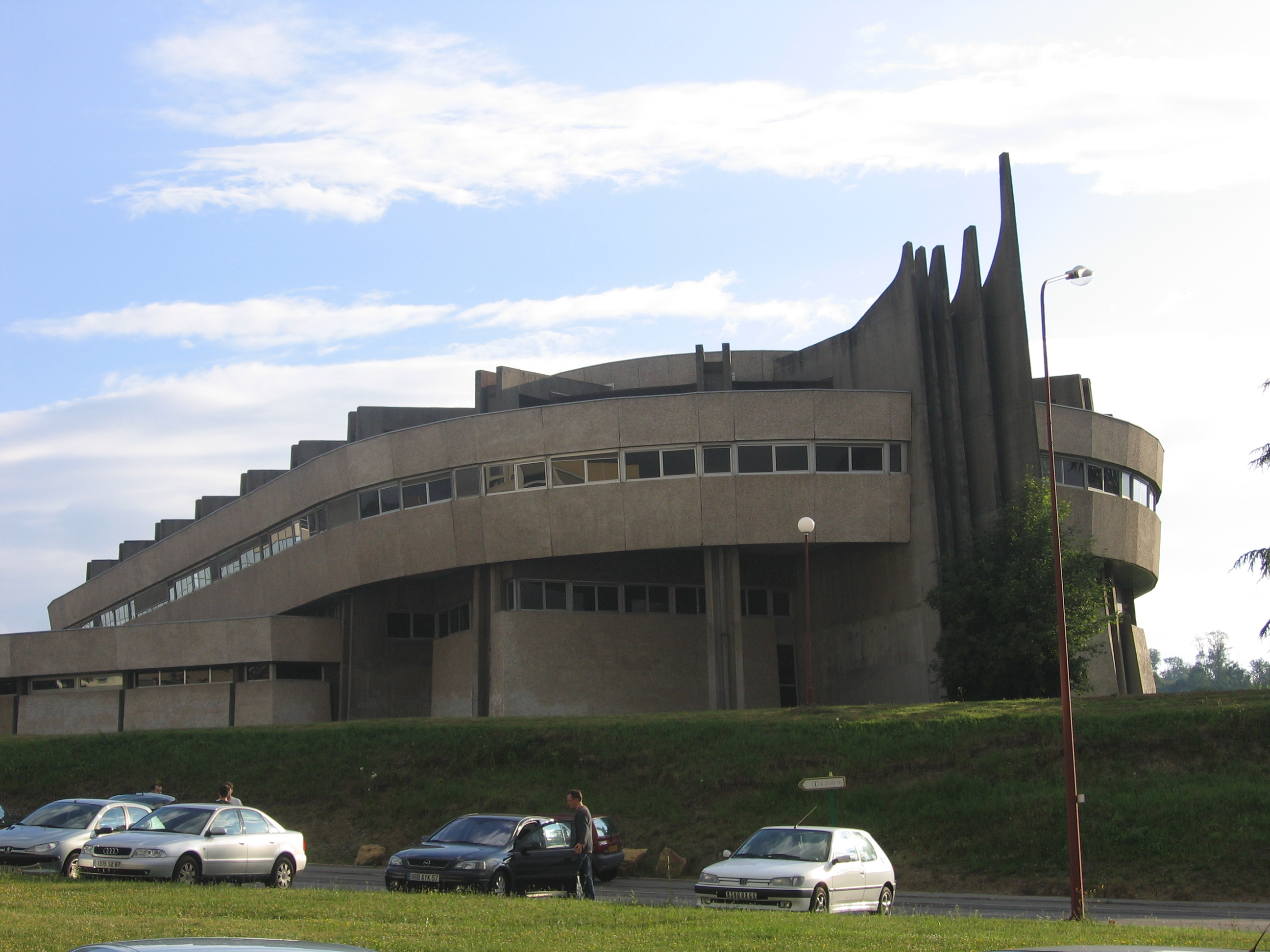
Campus de l'université Nancy I - Henri Poincaré à Vandœuvre-lès-Nancy

Après les événements de Mai 68, chacun ressent la nécessité de réformer le système universitaire. Celui qui a pris en main le ministère de l'Éducation nationale, Edgar Faure, parvient cependant à surprendre, en proposant une loi d'orientation de l'enseignement supérieur dès le mois de novembre, votée largement par la représentation nationale (seuls les communistes s'abstenant). Cette loi consacre trois principes issus des revendications de 1968 : autonomie (statuts, organisation, choix pédagogiques, finances), participation et pluridisciplinarité, dans le cadre du statut d'Établissement public à caractère scientifique et culturel (EPCSC).
À partir de cette loi, s'organisent en Lorraine quatre pôles qui obtiennent le statut d'Établissement public à caractère scientifique et culturel :
- l'Institut national polytechnique de Lorraine, groupant sept écoles d'ingénieurs[76] : l'École nationale supérieure d'agronomie de Nancy, l'École nationale supérieure de géologie appliquée et de prospection minière de Nancy, l'École nationale supérieure de la métallurgie et de l'industrie des mines de Nancy, l'École nationale supérieure d'électricité et de mécanique de Nancy, l'École nationale supérieure des industries chimiques de Nancy, l'École supérieure de brasserie, malterie et biologie appliquée de Nancy et l'École de laiterie de Nancy ;
- l'université de Metz (à partir de 2005 : université Paul-Verlaine)[77], structurée à partir des émanations de l'université de Strasbourg au cours des années 1960, avec une faculté des sciences, une faculté de lettres, et un institut universitaire de technologie[78] ;
- l'université Nancy-I (université Henri-Poincaré)[79], responsable de trois secteurs disciplinaires : la santé, les sciences et la technologie ;
- l'université Nancy-II[80], qui rassemble le droit, l'économie, la gestion, les sciences de l’homme et de la société, l'informatique.

En 2012, ces quatre établissements publics fusionnent en une seule université de Lorraine, qui a le statut de grand établissement.

## Personnalités liées à l'université de Nancy (1852-1970)

### en archéologie
- Paul Perdrizet (1870-1938), archéologue, helléniste et médiéviste, normalien, gendre d'Émile Gallé et d'Henriette Gallé-Grimm, fondateur du Musée archéologique de l'université de Lorraine, membre de l'Institut archéologique allemand, de l'Académie des inscriptions et belles lettres, et célèbre pour ses très nombreuses fouilles en Europe de l'est, dans les Balkans, et au Proche-Orient.
- Théophile Homolle (1848-1925), helléniste, archéologue et administrateur, normalien, agrégé d'histoire, directeur de l'École française d'Athènes, professeur au Collège de France, directeur des Musées nationaux de France, directeur de la Bibliothèque nationale de France, membre de l'Académie des inscriptions et belles lettres, membre de l'Académie des beaux arts, Officier de la Légion d'honneur, fondateur de l'Union Académique Internationale, et reconnu pour son travail archéologique de fouilles en Grèce.
- Albert Grenier (1878-1961), archéologue, historien, professeur au Collège de France, membre de l'Académie des inscriptions et belles lettres, Officier de la Légion d'honneur, membre de l'École française de Rome, et célèbre pour ses travaux sur les Romains, les Gaulois et les Celtes de manière générale.

### en droit
- François Gény (1861-1959), célèbre pour sa critique de la méthode d’interprétation fondée uniquement sur l’exégèse de textes légaux et réglementaires, agrégé et doyen de la faculté.
- Maurice Barrès (1862-1923), étudiant à l'université de Nancy, écrivain, académicien français, député de Meurthe-et-Moselle (1889-1893), député de la Seine (1906-1923).
- Carré de Malberg (1861-1935), professeur de droit public
- Pierre-Henri Teitgen (1908-1997), résistant, juriste et homme politique, fit son droit à la Faculté et devint, en 1935, le plus jeune agrégé de droit.

### en linguistique
- Henri Lichtenberger (1864-1941), germaniste, professeur titulaire de la chaire de littérature étrangère

### en géographie
- Paul Vidal de la Blache (1845-1918), un des fondateurs de la géographie française, y tint sa première chaire.

### en lettres
- Émile-Louis Burnouf (1821-1907), indologue, sanskritiste, helléniste, latiniste, normalien, membre de la Société philologique hellénique de Constantinoplen, chevalier de la Légion d'honneur, aux travaux toujours utilisés aujourd'hui pour ses études sur la transcription en devanāgarī.
- Georges Mathieu (1890-1948), helléniste ;

### en histoire
- Charles Diehl (1859-1944), historien de l'art, historien, byzantiniste, archéologue, normalien, fondateur de la chaire d'archéologie de l'université de Nancy, puis professeur d’histoire byzantine à la Sorbonne, membre de l'Académie des inscriptions et belles lettres, membre de la Medieval Academy of America, membre de l'Académie serbe des sciences et des arts, membre de l'Académie des sciences de Russie, membre de l'Académie royale d'histoire, membre de l'Académie roumaine, président de la Société philologique hellénique de Constantinople, membre de la Société archéologique d'Athènes, membre de la Société pour les études byzantines, membre de la Society for the Promotion of Hellenic Studies, membre de la Reale Deputazione veneta di Storia, membre de l'Académie des sciences de l'Union des Républiques Socialistes Soviétiques, Grand Officier de la Légion d'honneur, candidat malheureux face à Georges Duhamel pour l'élection du fauteuil 34 de l'Académie française, docteur Honoris causa de nombreuses universités, dont l'Université d'Harvard, l'université libre de Bruxelles, l'université nationale et capodistrienne d'Athènes, et à l'origine de nombreux apports pour la civilisation byzantine.
- Eugen Ewig (1913-2006), médiéviste allemand spécialiste du haut Moyen Âge et de l'époque mérovingienne, membre de l'Académie des inscriptions et belles-lettres.
- Louis Madelin (1871-1956), historien, spécialiste de la Révolution et de l'Empire, académicien français, député des Vosges (1924-1928).
- Jean Schneider (1903-2004), médiéviste spécialiste du Bas Moyen Âge, notamment de la ville de Metz. Doyen de 1954 à 1956 et de 1959 à 1968, membre de l'Académie des inscriptions et belles-lettres.
- Édouard Will, professeur d’histoire grecque à Nancy de 1955 à 1985, spécialiste du monde hellénistique.